# Filip Piszczek
Filip Piszczek (ur. 26 maja 1995 w Nowym Targu) – polski piłkarz, występujący na pozycji środkowego napastnika, obecnie gra w Sandecji Nowy Sącz.

## Kariera klubowa
Wychowanek Lubania Tylmanowa, z którego w 2013 wypożyczony był do Lubania Maniowy. 5 marca 2014 podpisał kontrakt z pierwszoligowym zespołem Sandecji Nowy Sącz, gdzie występował do 2018. W 2014 wypożyczony był do Popradu Muszyna (III liga). 
1 lipca 2018 został zawodnikiem ekstraklasowej Cracovii, zapisana wówczas w kontrakcie kwota odstępnego wyniosła 60 tysięcy euro. 31 stycznia 2020 został wypożyczony do grającej w Serie B włoskiej drużyny Trapani Calcio. Umowa wygasła 31 sierpnia 2020; Piszczek wrócił wówczas do Krakowa.
25 lutego 2022 zawodnik podpisał półroczny kontrakt z Jagiellonią Białystok. Zadebiutował w meczu z Wartą Poznań 27 lutego 2022 roku

## Sukcesy
Sandecja Nowy Sącz
- mistrzostwo I ligi i awans do Ekstraklasy: 2016/17[5]

Cracovia
- Puchar Polski: 2019/20
- Superpuchar Polski: 2020